# Сурнин, Георгий Иванович
Георгий Иванович Сурнин (6 января 1918, Амурская область — 18 января 1991, Сковородино, Амурская область) — командир отделения 1-й стрелковой роты 188-го стрелкового полка 106-й стрелковой дивизии, старшина, Герой Советского Союза (1943).

## Биография
Родился 6 января 1918 года в селе Воскресеновка. Окончил 4 класса. Работал трактористом в колхозе.
В 1938 году был призван в Красную Армию Сковородинским райвоенкоматом. Весной 1941 года был демобилизован, вернулся домой. С началом войны был снова призван в армию. Уже в 1941 году семья получила первую похоронку, но солдат продолжал воевать.
К лету 1943 года был командиром расчёта пулемета ДШК 188-го Аргунского стрелкового полка 106-й Забайкальской стрелковой дивизии. В боях на Курской дуге расчёт старшего сержанта Сурнина сбил 2 истребителя и бомбардировщик, за что командир расчёта был награждён орденом Отечественной войны 1-й степени. В дальнейшем в составе полка участвовал в боях за освобождение левобережной Украины. При форсировании реки Днепр командовал отделением.
15 октября 1943 года старшина Сурнин первым со своим отделением форсировал реку Днепр в районе посёлка Лоев и выбил противника из траншеи. 16 октября в бою за посёлок Лоев заменил вышедшего из строя командира роты. Умелыми действиями вместе с другими подразделениями выбил противников с занимаемого рубежа и занял Лоев, было уничтожено более 60 солдат и офицеров врага. 17 октября группа бойцов под командованием Сурнина отбила контратаку противников и продвинулась вперёд. В этом бою старшина Сурнин был тяжело ранен, а домой ушла очередная похоронка.
Указом Президиума Верховного Совета СССР от 30 октября 1943 года за успешное форсирование реки Днепр, прочное закрепление плацдарма на западном берегу реки Днепр и проявленные при этом отвагу и геройство старшине Сурнину Георгию Ивановичу присвоено звание Героя Советского Союза с вручением ордена Ленина и медали «Золотая Звезда».
После госпиталя был направлен в другую часть. В начале 1944 года служил старшиной стрелковой роты в 963-м стрелковом полку 274-й стрелковой дивизии. Участвовал в боях за освобождение Белоруссии, награждён медалью «За отвагу». Войну закончил в Венгрии. В 1945 году окончил курсы при Горьковском танковом училище. С 1946 года младший лейтенант Г. И. Сурнин — в запасе.
Вернулся на родину. Работал начальником команды отряда военизированной охраны Забайкальской железной дороги. Только в 1947 году фронтовику были вручены высокие награды Родины — орден Ленина и медаль «Золотая Звезда». Член КПСС с 1965 года.
Жил в городе Сковородино Амурской области. Скончался 18 января 1991 года. Похоронен на кладбище города Сковородино.
Награждён орденом Ленина, двумя орденами Отечественной войны 1-й степени, медалями, в том числе двумя медалями «За отвагу». Удостоен звания «Почётный гражданин города Сковородино».
В городе Сковородино именем Героя названа улица.

## Комментарии
1. ↑  Воинское звание на дату присвоения звания Героя Советского Союза.
2. ↑  Село Воскресеновка[1], являвшееся центром Вознесеновской волости Амурского уезда Амурской области[2], не сохранилось; ныне — территория Сковородинского района Амурской области.